# Джена Джордан
Джена Джордан (на английски: Jana Jordan) е американска порнографска актриса.

## Биография
Родена е на 9 март 1986 г. в град Сан Антонио, щата Тексас, САЩ. От 14 до 17-годишна възраст се изявява като комерсиален модел.
След като навършва 18 години започва да работи като гол модел. Прави първите си стъпки в порнографията с еротични изпълнения по уеб камера.
През февруари 2007 г. подписва ексклузивен договор с компанията „Найн Уоркс“.
През януари 2008 г. се появява в епизод на телевизионното риалити предаване по MTV „Rob & Big“. През март същата година напуска „Найн Уоркс“ поради творчески различия, а през май стартира собствен уебсайт.
Джордан и порнографската актриса Джейми Лангфорд основават музикална група наречена „Pajamaband“.

## Награди
- 2007: Пентхаус любимка за месец август.[3]